# Balkanski
Balkanski (Bulgaars: Балкански) is een dorp in het noordoosten van Bulgarije, gelegen in de gemeente Razgrad in oblast Razgrad. Het dorp ligt hemelsbreed ongeveer 9 km ten noordwesten van de stad Razgrad en 266 km ten noordoosten van de hoofdstad Sofia.

## Bevolking
Het dorp Balkanski bij de laatste officiële volkstelling van 7 september 2021 een inwoneraantal van 241 personen. Dit waren 6 mensen (-2,03%) minder dan 247 inwoners bij de census van februari 2011. De gemiddelde jaarlijkse groei in die periode komt daarmee uit op -0,23%, hetgeen hoger is dan het landelijk jaarlijks gemiddelde over deze periode (-1,14%). Het recordaantal inwoners werd bereikt in 1934, toen er 1.499 personen in het dorp werden geregistreerd. 
- 1934 1499
Koninkrijk Bulgarije
- 1946 1477
Volksrepubliek Bulgarije
- 1956 1241
Volksrepubliek Bulgarije
- 1965 1069
Volksrepubliek Bulgarije
- 1975 773
Volksrepubliek Bulgarije
- 1985 430
Volksrepubliek Bulgarije
- 1992 398
Republiek Bulgarije
- 2001 365
Republiek Bulgarije
- 2011 247
Republiek Bulgarije
- 2021 241
Republiek Bulgarije

- Koninkrijk Bulgarije
- Volksrepubliek Bulgarije
- Republiek Bulgarije

In het dorp wonen hoofdzakelijk etnische Bulgaren. In de optionele volkstelling van 2011 identificeerden 219 van de 230 ondervraagden zichzelf met de Bulgaarse etniciteit - oftewel 95% van de bevolking. De overige ondervraagden waren vooral Roma.
| Erniciteit         | Aantal | %      |
| ------------------ | ------ | ------ |
| Bulgaren           | 219    | 95,2 % |
| Roma               | 6      | 2,6 %  |
| Turken             | 3      | 1,3 %  |
| Onbekend           | 2      | 0,9 %  |
| Alle ondervraagden | 230    |        |